# Ectinorus viscachae
Ectinorus viscachae är en loppart som först beskrevs av Wagner 1937.  Ectinorus viscachae ingår i släktet Ectinorus och familjen Rhopalopsyllidae. Inga underarter finns listade i Catalogue of Life.